# Rue d'Oseille
La rue d'Oseille est une voie de la commune de Reims, située au sein du département de la Marne, en région Grand Est.

## Situation et accès
La rue d'Oseille appartient administrativement au Quartier Barbâtre - Saint-Remi - Verrerie.
La voie est à sens unique.

## Origine du nom
Cette dénomination fort lointaine, vient du fait que la cité était séparée de l'agglomération par de vastes champs, la plupart maraîchers.

## Historique
C'est une ancienne rue du quartier Saint-Remi qui reprend le nom de champ d'oseille à l'époque ou une grande partie du terrain entre Reims et st-Remi était marécageuse et cultivée.